# Jan Lutyński

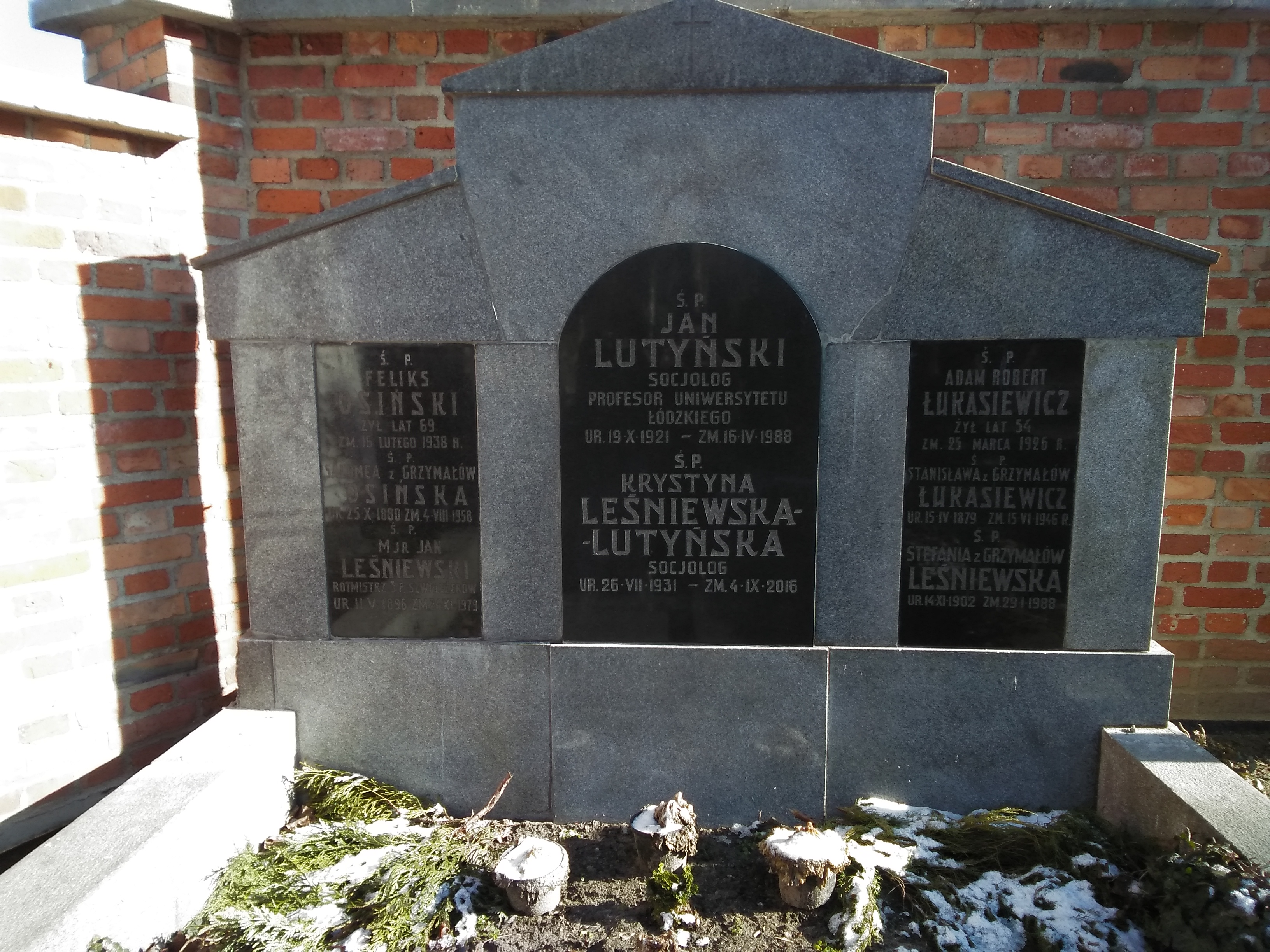
Grób Jana Lutyńskiego na cmentarzu Powązkowskim

Jan Lutyński (ur. 19 października 1921 w Płocku, zm. 16 kwietnia 1988 w Łodzi) – polski socjolog, politolog, profesor Uniwersytetu Łódzkiego.

## Życiorys
Był synem Romana Lutyńskiego (1888–1968) – prawnika, prezesa Towarzystwa Naukowego Płockiego i Anny z Płoskich (1893–1989). Młodszy brat prawnika Władysława Lutyńskiego (1919-2002).
Szkołę średnią ukończył w Płocku (Państwowe Liceum i Gimnazjum im. Króla Władysława Jagiełły) w 1939. Walczył we wrześniu 1939 i przekroczył granicę polsko-litewską. Po zajęciu Litwy internowany przez Armię Czerwoną. Po zwolnieniu z obozu pozostał na Wileńszczyźnie. Żołnierz Armii Krajowej. W 1944 trafił do sowieckiego obozu dla żołnierzy AK, potem do obozu pracy przymusowej. Do kraju wrócił w 1946 r. i podjął studia na Uniwersytecie Łódzkim. Podczas studiów został asystentem prof. Józefa Chałasińskiego w Instytucie Socjologicznym UŁ. Na Uniwersytecie Łódzkim przeszedł wszystkie szczeble kariery naukowej, uzyskując w 1981 tytuł profesora zwyczajnego. W 1960 był stypendystą Fundacji Forda. Należał do współzałożycieli Polskiego Towarzystwa Socjologicznego. Przez wiele lat był redaktorem naczelnym Przeglądu Socjologicznego. W latach 1983–1986 wchodził w skład Rady Głównej Nauki i Szkolnictwa Wyższego. W pracy naukowej zajmował się historią nauk społecznych, metodologicznymi zagadnieniami procesów badawczych w socjologii, wpływem realnego socjalizmu na społeczeństwo polskie. Zajmował stanowisko dyrektora Instytutu Socjologii Uniwersytetu Łódzkiego. Od 1980 należał do NSZZ „Solidarność”, był ekspertem i doradcą struktur związkowych. W 1981 r. podczas strajku studenckiego pełnił funkcję doradcy komitetu strajkowego.
Żona Krystyna Lutyńska z Leśniewskich (1931–2016) – doktor socjologii, specjalizowała się w metodologii empirycznych badań społecznych; córka Hanna (ur. 1957).
Został pochowany na cmentarzu Powązkowskim w Warszawie (kwatera Pod Murem V, rząd 1, miejsce 34-35).
W 2009 za wybitne zasługi dla niepodległości Rzeczypospolitej Polskiej, za działalność na rzecz przemian demokratycznych został pośmiertnie odznaczony Krzyżem Komandorskim Orderu Odrodzenia Polski.

## Najważniejsze publikacje
- Ewolucjonizm w etnologii anglosaskiej a etnografia radziecka. Łódź, Wrocław: Zakład Narodowy im. Ossolińskich, 1956. (Łódzkie Towarzystwo Naukowe – Wydział 2. Prace z Historii Myśli Społecznej i Badań Społecznych, nr 6).
- Metody badań społecznych. Wybrane zagadnienia. Łódź: Łódzkie Towarzystwo Naukowe, 1994. (Łódzkie Towarzystwo Naukowe – Prace Wydziału II Nauk Historycznych i Społecznych – nr 96).
- Nauka i polskie problemy. Komentarz socjologa; słowo wstępne Krystyna Lutyńska. Warszawa: Państwowy Instytut Wydawniczy, 1990.
- Strajk studentów łódzkich ’81 w świetle analiz socjologicznych; praca zbiorowa pod red. Jana Lutyńskiego. Warszawa: PTS, 1988; wyd. 2. Łódź: Wydawnictwo Uniwersytetu Łódzkiego, Polskie Towarzystwo Socjologiczne, 2010, ISBN 978-83-7525-356-6.
- redaktor serii: Analizy i próby technik badawczych w socjologii.
- liczne artykuły w czasopismach fachowych: „Przegląd Socjologiczny”, „Studia Socjologiczne”, „Kultura i Społeczeństwo”.